# Maria Pais Ribeira
D. Maria Pais de Ribeira, A Ribeirinha (como também é conhecida) (c. 1170 - Grijó, 1258), foi uma nobre portuguesa. Destacou-se por ser concubina de Sancho I de Portugal.

## Biografia
Foi a primeira filha de  D. Paio Moniz de Ribeira e D. Urraca Nunes de Bragança.
Afirma-se que era "branca de pele, de fulvos cabelos, bonita, sedutora", qualidades que encantaram o soberano e cativaram os nobres de sua Corte. Em 1198, inspirou Paio Soares de Taveirós a compor a Cantiga da Ribeirinha, primeiro texto literário em Língua galego-portuguesa de que se tem registo.
Enquanto trovador, D. Sancho I dedicou-lhe a seguinte cantiga de amigo:
"Ay eu coitada
Como vivo em gran cuidado
Por meu amigo que ei alongado!
Muito me tarda
O meu amigo na Guarda!

 Ay eu coitada
Como vivo em gram desejo
Por meu amigo que tarda e não vejo!
Muito me tarda
O meu amigo na Guarda."
Com o soberano, do qual foi amante desde antes de 1200 e até à sua morte, teve três filhas e três filhos:
"Um filho houve nome Dom Gil Sanches, e foi chus honrado clérigo que houve na Espanha, e houve por barregam dona Maria Garcia; e outro filho houve o nome Dom Rodrigo Sanches que nom foi casado nem houve filhos; e uma filha houve nome Dona Constança Sanches, que foi professa em Santa Cruz de Coimbra e nom houve filhos; outra filha houve nome Teresa Sanches e foi casada com Dom Afonso Teles de Meneses e houve filhos: Dom João Afonso e Dom Martim Afonso e Dona Maria Afonso que foi abadessa de Gradefes."
Os outros dois filhos, D. Nuno Sanches e D. Maior Sanches, faleceram em tenra idade.
Senhora de grande beleza, e "pelas razões de conversação que com ela teve…", ela e filhos do casal receberam do soberano a Vila do Conde rezando a doação:
"Em nome de Deus, Eu Sancho, pela graça de Deus Rei de Portugal… dou e firmemente concedo aos meus filhos e filhas que tenho de D. Maria Pais, a Vila do Conde que fica situada junto à foz do rio Ave. E concedemos firmemente que a tomem como sua, por direito hereditário, para sempre. É-lhes lícito a ela, aos filhos e descendentes para fazer dela sempre o que quiserem como sua própria herança.
Portanto, todo aquele que aceitar esta decisão seja abençoado por Deus, Amen. Porém aquele que a desvirtuar, seja amaldiçoado e excomungado e a ira de Deus venha sobre ele.
Lamego, mês de Julho da era de 1209.
O rei faz-lhe, e aos seus filhos, várias doações, nomeadamente Parada e Pousadela (23 de Abril de 1200) e Vila do Conde (Julho de 1207). No testamento do rei são também referidos D. Maria Paes e os seus filhos.
Após a morte do rei, em Coimbra, a 26 de Março de 1211, retirou-se para as suas terras de Vila do Conde. Durante a viagem, trajada de branco cor do luto à época, ao passar perto de Avelãs de Caminho, saiu-lhe ao encontro Gomes Lourenço Viegas, que por ela se apaixonara quando, ainda em vida do rei, a vira nos Paços de Coimbra. Após lutar com Martim Pais Ribeiro, irmão de D. Maria, e com outros cavaleiros que a acompanhavam, logrou apossar-se dela, refugiando-se no Reino de Leão.
A pedido de Martim Pais Ribeiro, Afonso II de Portugal redigiu uma carta para Afonso IX de Leão rogando-lhe que fizesse com que Gomes Lourenço retornasse a Portugal. Diante da recusa de Gomes Lourenço, sob a alegação de que poderia vir a ser vítima dos parentes de D. Maria, caso assim o fizesse. D. Maria, entretanto, habilmente convenceu Gomes Lourenço que também por ele se apaixonara e que, ao retornarem a Portugal conseguiria obter o perdão do soberano, uma vez que com ele se casaria.
Entretanto, ao retornarem à Corte Portuguesa, D. Maria instou o rei a que fizesse justiça e que fosse implacável. Deste modo, o soberano ordenou a execução de Gomes Lourenço.
Mais tarde foi desposada, pelo fidalgo galego João Fernandes de Lima, o Bom, com quem também teve descendência.
Terá vindo a recolher-se ao Mosteiro de Grijó, onde veio a falecer com a avançada idade de mais de noventa anos. Foi sepultada no mosteiro de Bouro.
Os seus senhorios foram herdados por suas filhas com o soberano, D. Teresa e D. Constança Sanches (1204-1269). Esta última, por sua vez, deixou expressivos legados ao Mosteiro de Grijó.